# Kristi Yamaguchi
Kristine Tsuya (Kristi) Yamaguchi (Hayward, 12 juli 1971) is een Amerikaans voormalig kunstschaatsster. Ze was tweevoudig wereldkampioen en werd in 1992 olympisch kampioen bij de vrouwen. Tot 1990 was Yamaguchi tevens een paarrijdster en kwam ze met Rudy Galindo uit bij de wedstrijden voor paren. In 1988 werd ze zowel solo als met Galindo wereldkampioen bij de junioren.

## Biografie
Kristi Yamaguchi begon als een paarrijdster, en met haar partner Rudy Galindo won ze in 1986 de NK junioren. Maar Yamaguchi was ook een soloschaatsster en in 1988 won ze de WK junioren bij de meisjes. Gedurende enkele jaren kwam ze uit in beide categorieën, wat in die tijd ongebruikelijk was, en bij beide behaalde ze goede resultaten. Zo won ze in 1988 met Galindo eveneens de wereldjuniorentitel bij de paren. In 1989 en 1990 werd het paar vijfde bij de WK, en solo werd ze in 1989 zesde en in 1990 vierde.
Na 1990 besloot Yamaguchi om zich enkel nog te focussen op het soloschaatsen. Ze werd het jaar erop de beste kunstschaatsster ter wereld, nadat ze de Nations Cup, Skate America en haar eerste wereldtitel had gewonnen. Enkel de nationale kampioenschappen wist ze niet te winnen; ze moest haar meerdere erkennen in Tonya Harding. Yamaguchi ging het olympische seizoen in als favoriete voor de gouden medaille en stelde niet teleur. Ze won dat jaar tevens haar eerste Amerikaanse titel bij de senioren.
Yamaguchi ging na de Spelen verder als professioneel schaatsster en verscheen tien jaar lang in de schaatsshows Champions on Ice en Stars on Ice. Ze huwde in 2000 met voormalig ijshockeyer Bret Hedican, die ze tijdens de Olympische Spelen had leren kennen. Met hem kreeg ze twee dochters (geboren in 2003 en 2005). In 2008 deed Yamaguchi mee aan het zesde seizoen van het Amerikaanse televisieprogramma Dancing with the Stars en werd ze met haar danspartner Mark Ballas uitgeroepen tot winnaar. Ze is opgenomen in de U.S. Olympic Committee Hall of Fame, de World Figure Skating Hall of Fame en de US Figure Skating Hall of Fame.

## Belangrijke resultaten
| Kampioenschap           | 84/85  | 85/86  | 86/87  | 87/88      | 88/89         | 89/90         | 90/91         | 91/92         |
| ----------------------- | ------ | ------ | ------ | ---------- | ------------- | ------------- | ------------- | ------------- |
| Olympische Spelen       |        |        |        |            |               |               |               | Goud          |
| Wereldkampioenschap     |        |        |        |            | 5e (*) 6e     | 5e (*) 4e     | Goud          | Goud          |
| Nationaal kampioenschap |        |        | 5e (*) | 5e (*) 10e | (*) ·         | (*) ·         | Zilver        | Goud          |
| WK junioren             |        | 5e (*) | (*)    | (*) ·      | geen deelname | geen deelname | geen deelname | geen deelname |
| NK junioren             | 5e (*) | (*)    | Zilver |            | geen deelname | geen deelname | geen deelname | geen deelname |

(*) = bij de paren, met Rudy Galindo
1908: Madge Syers ·
1920: Magda Julin ·
1924: Herma Plank-Szabo ·
1928: Sonja Henie ·
1932: Sonja Henie ·
1936: Sonja Henie ·
1948: Barbara Ann Scott ·
1952: Jeannette Altwegg ·
1956: Tenley Albright ·
1960: Carol Heiss ·
1964: Sjoukje Dijkstra ·
1968: Peggy Fleming ·
1972: Beatrix Schuba ·
1976: Dorothy Hamill ·
1980: Anett Pötzsch ·
1984: Katarina Witt ·
1988: Katarina Witt ·
1992: Kristi Yamaguchi ·
1994: Oksana Bajoel ·
1998: Tara Lipinski ·
2002: Sarah Hughes ·
2006: Shizuka Arakawa ·
2010: Kim Yuna ·
2014: Adelina Sotnikova ·
2018: Alina Zagitova ·
2022: Anna Sjtsjerbakova
- International Standard Name Identifier: 0000 0000 4030 7550
- Library of Congress Control Number: n92109579
- MusicBrainz: 2373690a-40a6-4e55-a509-78c2ab5e9085
- National Archives and Records Administration: 10575236
- Nationale Bibliotheek van Tsjechië: xx0223293
- SNAC: w6dm1j9s
- Virtual International Authority File: 18883215
- WorldCat: E39PBJB8qChggwvgdMJcffQrMP